# Diphylax
Diphylax es un género de orquídeas. Tiene cuatro especies.
Es nativo del sur de Asia desde Afganistán hasta la India.

## EspeciesDiphylax
A continuación se brinda un listado de las especies del género Diphylax aceptadas hasta mayo de 2011, ordenadas alfabéticamente. Para cada una se indica el nombre binomial seguido del autor, abreviado según las convenciones y usos y la publicación válida.
1. Diphylax contigua (Tang & F.T.Wang) Tang, F.T.Wang & K.Y.Lang, Vasc. Pl. Hengduan Mount. 2: 2526 (1994).
2. Diphylax griffithii (Hook.f.) Kraenzl., Orchid. Gen. Sp. 1: 599 (1899).
3. Diphylax uniformis (Tang & F.T.Wang) Tang, F.T.Wang & K.Y.Lang, Bot. Res. Acad. Sinica 4: 11 (1989).
4. Diphylax urceolata (C.B.Clarke) Hook.f., Hooker's Icon. Pl. 19: t. 1865 (1889).